# Bradyseismos
Als Bradyseismos (griechisch bradys seismos = langsame Bewegung) bezeichnet man ein sehr langsames Erdbeben. Stufenweise hebt und senkt sich ein Teil der Erdoberfläche. Bradyseismos ist ein typisches Phänomen der Zone der Phlegräischen Felder. Die Magmakammer unter den Phlegräischen Feldern füllt und leert sich regelmäßig. Dieser Vorgang wird durch magmatische Fluide verursacht, die aus einer tiefer gelegenen Magmakammer stammen und in flachere Gesteinsschichten zirkulieren. Wenn die Fluide von der Magmakammer in die oberen Gesteinsschichten einströmen, hebt sich die gesamte Küstenregion; wenn die Fluide aus den oberen Gesteinsschichten in die Magmakammer abfließen, senkt sie sich wieder.

## Pozzuoli
Zwischen 1982 und 1984 gab es im Bereich der italienischen Kleinstadt Pozzuoli Bewegungen bis zu 1,5 Meter. Mehr als 30 000 Bewohner mussten umgesiedelt werden. 2008 stellte man Hebungen von mehreren Zentimetern pro Jahr fest. Der Bradyseismos wirkt sich negativ auf die Bausubstanz der Häuser in dieser Gegend aus, durch die Erdbewegungen wurden zahlreiche Gebäude der Altstadt sanierungsbedürftig.
Um das Ausmaß des Hebens und Senkens besser messen zu können, wurden in der Solfatara drei Reflektorenpaare installiert, die von Satelliten angepeilt werden können und so eine Nivellement-Messung ermöglichen.
Einen Beleg dafür, dass der Bradyseismos hier schon seit Jahrhunderten aktiv ist, liefert das antike Macellum von Pozzuoli. An den Säulen der Anlage konnten sich Bohrmuscheln absetzen, als die Gegend bis unter den Meeresspiegel abgesenkt wurde und Meerwasser einströmte.